# 大阪市立苅田小学校
大阪市立苅田小学校（おおさかしりつ かりた しょうがっこう）は、大阪府大阪市住吉区にある公立小学校。

## 沿革
学校周辺は1950年代初期まで農村地帯だったが、地域が住宅地として開発されたことに伴う人口の増加により、1958年に大阪市立依羅小学校の分校として設置されたことに始まる。
その後1960年に現校名で独立開校したが、独立開校後も児童数が急増したために2分校を設置し、1974年に2分校を独立校として分離している。

### 年表
- 1958年 - 大阪市立依羅小学校の苅田分校として現在地に設置。
- 1960年 - 大阪市立苅田小学校として独立開校。
- 1969年 - 分校を設置（現在の大阪市立苅田南小学校）。
- 1973年 - 第二分校を設置（現在の大阪市立苅田北小学校）。
- 1974年2月14日 - 2分校の独立に伴い通学区域を再編。
- 1974年4月1日 - 二つの分校を大阪市立苅田南小学校・大阪市立苅田北小学校として独立開校。

## 通学区域
- 大阪市住吉区 苅田3丁目-7丁目、我孫子2丁目、我孫子東1丁目（一部）。

卒業生は大阪市立我孫子中学校（あびこ筋以西在住児童）と大阪市立東我孫子中学校（あびこ筋以東在住児童）の2校に分かれて進学する。

## 主な出身者
- 麻倉未稀（歌手）
- 北康利（作家）
- 笑福亭笑瓶（落語家・お笑いタレント）
- 山下遥香 （バレーボール選手：PFUブルーキャッツ）

## 交通
- 地下鉄御堂筋線 我孫子駅 北東へ約700m。
- 阪和線 我孫子町駅 東へ約1km。
- 大阪シティバス 苅田小学校前バス停。